# Tomeni
Tomeni – wieś w Rumunii, w okręgu Aluta, w gminie Osica de Sus. W 2011 roku liczyła 468 mieszkańców.